# Museo di storia naturale dell'Università di Pisa
Museo di storia naturale dell'Università di Pisa er et naturhistorisk museum ved Pisa i Toscana, Italien. Det er en del af Pisas Universitet, og ligger i Certosa di Pisa omkring 10 km fra byen, i comunen Calci.
Museet blev grundlagt i 1596 af storhertug Ferdinand 1. af Toscana ved at overføre en samling fra Medicifamiliens paladser i Firenze, særligt fra Galleria degli Uffizi. Dette blev udvidet til for at tjene det naturhistoriske fakultet på universitet. Oprindeligt var galleriet en botanisk have kaldet Orto botanico di Pisa.
Den ældste samling på museet er Niccolò Gualtieris muslingeskaller. i 1814 blev den botaniske have, udskilt fra det naturhistoriske museum, og i 1827 samlede Paolo Savi mere end 5000 zoologiske arter, som hovedsageligt var uddødet.